# 프랭클린 파넘
프랭클린 파넘(Franklyn Farnum, 1878년 6월 5일 ~ 1961년 7월 4일)은 미국의 배우, 영화배우이다.

## 영화
- 페페 (1960년)
- 세이 온 포 미 (1959년)
- 터널 오브 러브 (1958년)
- 록-어-바이 베이비 (1958년)
- 열정의 무대 (1958년)
- 마이 맨 갓프리 (1957년)
- 독수리의 날개 (1957년)
- 팔 조이 (1957년)
- 쉬 크리처 (1956년)
- 이유없는 의심 (1956년)
- 베스트 씽스 인 라이프 알 프리 (1956년)
- 아티스트 & 모델 (1955년)
- 베니 굿맨 스토리 (1955년)
- 아가씨와 건달들 (1955년)
- 에덴의 동쪽 (1955년)
- 리빙 잇 업 (1954년)
- 화이트 크리스마스 (1954년)
- 캐디 (1953년)
- 소 디스 이즈 러브 (1953년)
- 빅 짐 맥레인 (1952년)
- 더 스투지 (1952년)
- 러브리 투 룩 앳 (1952년)
- 넬리 (1952년)
- 당신만을 (1952년)
- 미지의 혹성에서 온 사나이 (1951년)
- 러브 네스트 (1951년)
- 히어 컴스 더 그룸 (1951년)
- 교배 기간 (1951년)
- 열차 안의 낯선 자들 (1951년)
- 젊은이의 양지 (1951년)
- 미스터 뮤직 (1950년)
- 레츠 댄스 (1950년)
- 선셋 대로 (1950년)
- 이브의 모든 것 (1950년) - 사라 시든스 어워즈 게스트 역
- 마이 프렌드 어머 (1949년)
- 이츠 어 그레이트 필링 (1949년)
- 스테이트 오브 더 유니온 (1948년)
- 럭셔리 라이너 (1948년)
- 포 더 러브 오브 메리 (1948년)
- 조니 벨린다 (1948년)
- 허니문 (1947년)
- 웰컴 스트레인저 (1947년)
- 살인광 시대 (1947년)
- 세계의 어머니 (1946년)
- 딕 트레이시 (1945년)
- 스토크 클럽 (1945년)
- 조지 화이트의 스캔달 (1945년)
- 다이아몬드 호슈즈 (1945년)
- 애보트와 코스텔로 (1945년)
- 더 화이트 클리프스 오브 도버 (1944년)
- 정복 영웅의 환영 (1944년)
- 내 사랑 마녀 (1942년)
- 벅 프라이빗 (1941년)
- 샤도우 (1940년)
- 역마차 (1939년)
- 웨이크 업 앤 라이브 (1937년)
- 에밀 졸라의 생애 (1937년)
- 찰리 챈 앳 더 서커스 (1936년)
- 평원의 사나이 (1936년)
- 페이지 미스 글로리 (1935년) - 댄스 엑스트라 역
- 십자군 (1935년)